# Josif Piatnicki
Josif Piatnicki, Osip Piatnicki, ros. Иосиф Аронович Пятницкий, wł. Josif Tarszys, ros. Иосиф Орионович Таршис (ur. 17 stycznia?/29 stycznia 1882 w Wiłkomierzu , zm. 29 lipca 1938 w miejscu egzekucji Kommunarka pod Moskwą) – rosyjski rewolucjonista, działacz bolszewicki, zastępca członka (1920-21) Komitetu Centralnego RKP(b), członek KC WKP(b) (1927-1937), jeden z czołowych działaczy i najważniejszych funkcjonariuszy aparatu Kominternu: m.in. kierownik Wydziału Łączności Międzynarodowej (wywiad, działania niejawne i łączność), członek Sekretariatu Komitetu Wykonawczego Kominternu (1922-1937) i sekretarz KW (1923-1935).

## Życiorys
Urodził się w rodzinie żydowskiego stolarza. Od 1896 pracował jako damski krawiec w Poniewieżu, Kownie i Wilnie. W 1898 wstąpił do nielegalnego związku zawodowego krawców damskich, był skarbnikiem i sekretarzem związku w Wilnie. Związał się z Socjaldemokratyczną Partią Robotniczą Rosji. Jesienią 1901 został kolporterem Iskry. W marcu 1902 aresztowany, w sierpniu zbiegł z więzienia łukianowskiego w Kijowie i udał się na emigrację do Niemiec, organizował przerzut nielegalnej literatury przez granicę Imperium Rosyjskiego. Po II londyńskim zjeździe SDPRR (1903) związany z frakcją bolszewików. W 1905 powrócił do Rosji i osiedlił się w Odessie. Członek odeskiego komitetu SDPRR(b), uczestnik rewolucji 1905 roku. W styczniu 1906 aresztowany, więziony przez pół roku, lecz nie rozpoznany, został uwolniony i wyjechał do Moskwy, gdzie zajmował się „techniką” (poligrafia) komitetu moskiewskiego SDPRR(b). W 1908 na krótko aresztowany, wyjechał zagranicę do Szwajcarii. W Genewie organizował konferencje partyjne, uczestniczył w działalności Biura Zagranicznego SDPRR. W 1913 ponownie wrócił do Rosji, pracował jako elektromonter w Wolsku i Samarze. W 1914 aresztowany i po sześciu miesiącach uwięzienia zesłany do guberni jenisejskiej.
Po rewolucji lutowej, obalenie caratu i ogłoszeniu amnestii przez Rząd Tymczasowy wrócił do Moskwy. Członek komitetu moskiewskiego SDPRR(b), komitetu wykonawczego moskiewskiej rady delegatów robotniczych i żołnierskich, w październiku-listopadzie 1917 członek sztabu partyjnego przygotowującego i przeprowadzającego zbrojne przejęcie władzy przez bolszewików w Moskwie. W listopadzie 1917 opowiadał się za utworzeniem w Moskwie rządu koalicyjnego złożonego z przedstawicieli wszystkich partii socjalistycznych (bolszewików, mienszewików i eserowców).
W latach 1918–1920 członek Komitetu Wykonawczego Rady Moskiewskiej, w latach 1919-1920 przewodniczący utworzonego w końcu lutego 1919 centralnego komitetu podporządkowanego bolszewikom związku zawodowego kolejarzy Cekprofsoż (ros. Цекпрофсож). Wyznaczenie Piatnickiego na tę funkcję było dowodem zaufania przywództwa partii bolszewickiej do jego osoby, w warunkach wojny domowej i gospodarki wojennej koleje – i kontrola nad ich pracownikami - miały bowiem charakter strategiczny. Na IX zjeździe RKP(b) 5 kwietnia 1920 wybrany na zastępcę członka Komitetu Centralnego RKP(b) (złożonego z 19 członków i 12 zastępców bez prawa głosowania).
W 1921 skierowany do pracy w Kominternie. Komitet Wykonawczy Międzynarodówki (IKKI) powierzył mu funkcję skarbnika Kominternu i kierownika utworzonego wówczas Wydziału Łączności Międzynarodowej (OMS). Zadaniem OMS było zaopatrywanie komunistów za granicą w broń, pieniądze i środki techniczne. Funkcjonariusze OMS działali pod przykryciem, w konspiracji przed członkami partii komunistycznych, często jako dyplomaci, dziennikarze, pracownicy przedstawicielstw gospodarczych i kulturalnych. OMS zajmował się wywiadem, rozpracowaniem struktur politycznych i wojskowych obcych państw, prowadził rozpoznanie wewnątrz partii podległych Kominternowi. Działalność OMS była ściśle związana z aparatem WCzK-OGPU-NKWD. OMS wciągał do pracy sowieckiego wywiadu komunistów innych krajów i zagranicznych sympatyków komunizmu (poputczyków), którzy byli bardziej podatni na współpracę z pobudek ideowych z Międzynarodówką Komunistyczną niż na otwartą współpracę wywiadowczą. Wielu cennych agentów OGPU i NKWD było w latach 30. XX wieku przekonanych, że pracują „tylko dla Kominternu”, lub też od współpracy z OMS przeszło do otwartej współpracy z INO NKWD, lub wywiadem wojskowym ZSRR - Razwieduprem (p. Richard Sorge). OMS zapoczątkował również tworzenie tzw. parawanów, czyli organizacji będących instrumentem w działaniach operacyjnych i dezinformacyjnych wywiadu sowieckiego. Fundusze OMS posłużyły np. do stworzenia koncernu propagandowego stworzonego i kierowanego przez Williego Münzenberga. OMS tworzył również infiltrowane przez siebie i przez wywiad sowiecki stowarzyszenia intelektualistów powoływane dla udzielania pośredniego poparcia polityce sowieckiej i pozyskiwania agentów wpływu w krajach zachodnich.
Na IV Kongresie Kominternu w listopadzie 1922 Piatnicki został wybrany do ścisłych władz organizacji - do Sekretariatu Komitetu Wykonawczego Kominternu (w którym zasiadał do 1937), Biura Organizacyjnego (do grudnia 1926) i komisji budżetowej. W czerwcu 1923 został jednym z czterech sekretarzy Komitetu Wykonawczego Kominternu (obok Bułgara Wasiła Kołarowa, Fina Otto Kuusinena i Mátyása Rákosiego). Sekretarzem KW pozostawał do VII Kongresu Kominternu w lipcu 1935 roku. Od 20 grudnia 1926, wszedł jako członek do Sekretariatu Politycznego Komitetu Wykonawczego. Członkiem Sekretariatu Politycznego był do września 1935. Po VI Kongresie Kominternu we wrześniu 1928 wybrany na członka Prezydium Komitetu Wykonawczego. Kumulował zatem w swych rękach kluczowe kompetencje w kierowniczych organach aparatu wykonawczego Międzynarodówki, zarządzał jej kontaktami zagranicznymi, łącznością, wywiadem i finansami. Był określany jako przedstawiciel Komitetu Centralnego RKP(b) i WKP(b) (czyli od połowy lat dwudziestych – Stalina) w Kominternie.
Na XIII zjeździe RKP(b) 31 maja 1924 wybrany do Centralnej Komisji Kontroli, wybrany ponownie na XIV zjeździe 31 grudnia 1925. Na XV zjeździe WKP (b), który wykluczył z partii opozycję Trockiego, Zinowiewa i Kamieniewa Piatnicki został wybrany na członka Komitetu Centralnego, którym pozostawał do października 1937.
Na VII Kongresie Kominternu w sierpniu 1935 został odwołany z większości funkcji w organizacji, zachowując tylko funkcję członka sekretariatu Komitetu Wykonawczego. 19 sierpnia 1935 został powołany na funkcję kierownika wydziału polityczno-administracyjnego Komitetu Centralnego WKP(b).
W okresie wielkiej czystki, już po drugim procesie moskiewskim (styczeń 1937), śmierci Sergo Ordżonikidze, plenum lutowo-marcowym KC WKP(b), które zezwoliło na aresztowanie Bucharina i Rykowa i proklamowało masową czystkę, wreszcie po egzekucji wyższych oficerów Armii Czerwonej z marszałkiem Tuchaczewskim, na plenum KC WKP(b), które obradowało w dniach 22-26 czerwca 1937 Piatnicki, obok komisarza zdrowia Grigorija Kaminskiego sprzeciwił się wnioskowi o udzielenie NKWD i Nikołajowi Jeżowowi nadzwyczajnych pełnomocnictw. Przeciwnie - oświadczył, że NKWD wymknął się spod kontroli i należy wzmocnić nad nim nadzór. Pomimo dokonanych w przerwie obrad perswazji i nacisków kilku członków KC, w tym Mołotowa, Piatnicki odmówił wycofania swego oświadczenia. Nazajutrz Jeżow ogłosił, że NKWD ma dowód, że Piatnicki był agentem carskiej Ochrany i zaproponował głosowanie nad wotum nieufności wobec Piatnickiego. Nadieżda Krupska, która zabrała głos w jego obronie i Grigorij Kaminski głosowali przeciw. Stalin zapytał, dlaczego Piatnicki sam nie mówi, co o tym wszystkim sądzi, na co ten odparł, że skoro go nie chcą, to może wyjść – i wyszedł.
7 lipca 1937 został usunięty z funkcji kierownika wydziału polityczno-administracyjnego KC, a 27 lipca 1937 aresztowany przez NKWD. Był więziony na Butyrkach i w Lefortowie i okrutnie torturowany przez oficera NKWD Aleksandra Langfanga - po 18 sesjach tortur miał połamane żebra, obrażenia wewnętrzne i zmasakrowaną twarz. 12 października wykluczony z KC postanowieniem plenum KC (10-12.X.1937). 28 lipca 1938 skazany na śmierć przez Kolegium Wojskowe Sądu Najwyższego ZSRR z zarzutu o „kierowanie kontrrewolucyjną organizacją w Kominternie i przygotowywanie zamachu terrorystycznego”. Stracony dzień później w miejscu egzekucji Kommunarka i tam pochowany anonimowo.
Zrehabilitowany postanowieniem Kolegium Wojskowego SN ZSRR 28 stycznia 1956.